# Carinefferia cressoni
Carinefferia cressoni là một loài ruồi trong họ Asilidae. Carinefferia cressoni được Hine miêu tả năm 1919. Loài này phân bố ở vùng Tân Bắc giới.